# Virginia Slims of Washington 1977
Virginia Slims of Washington 1977  — жіночий тенісний турнір, що проходив на закритих кортах з килимовим покриттям e Вашингтоні (США) в рамках Світової чемпіонської серії Вірджинії Слімс 1977. Перше коло і чвертьфінали відбулись у GWU Charles Smith Center, тоді як півфінали та фінал грали в Capital Centre. Відбувся вшосте і тривав з 3 січня до 9 січня 1977 року. Третя сіяна Мартіна Навратілова здобула титул в одиночному розряді, свій другий на цьому турнірі після 1975 року, й отримала за це 20 тис. доларів США.

## Фінальна частина

### Одиночний розряд
Мартіна Навратілова —  Кріс Еверт 6–2, 6–3
- Для Навратілової це був 1-й титул в одиночному розряді за сезон і 8-й — за кар'єру.

### Парний розряд
Мартіна Навратілова /  Бетті Стов —  Крістьєн Кеммер /  Валері Зігенфусс 7–5, 6–2

## Розподіл призових грошей
| Дисципліна       | П       | F       | ПФ     | ЧФ     | 1/8    | 1/16 |
| Одиночний розряд | $20,000 | $10,000 | $5,400 | $2,500 | $1,375 | $775 |